# Bardauri
Bardauri es un barrio de la localidad burgalesa de Miranda de Ebro. Se encuentra a dos kilómetros del casco urbano. El topónimo, al igual que ocurre en otros muchos lugares del antiguo alfoz de Miranda y cercanías  (Potanzuri, Coscorruri, Cihuri, Herramélluri, Ochánduri, etc.), tiene la terminación uri, que en euskera significa población, villa.

## Etimología
El topónimo más antiguo de Bardauri está documentado en el año 1025 bajo el nombre de Bardahuri en el documento navarro de La Reja de San Millán del cartulario del monasterio de San Millán de la Cogolla. Su nombre podría proceder de las palabras vascas barda y uri (hiri)( población).
- Barda: Corral o lugar donde se guardan animales, cabaña de pastores. Cuya derivación en barda significa según el DRAE cubierta de sarmientos, paja, espinos o broza, que se pone, asegurada con tierra o piedras, sobre las tapias de los corrales, huertas y heredades, para su resguardo.

- Uri (hiri): Población, ciudad. En el antiguo nombre Vardaffory, ory es una variación compositiva de uri (hiri).

Por lo tanto el significado del topónimo Bardauri sería algo así como asentamiento humano cercado por ramaje en cuyo interior alberga animales, población donde hay corrales o asentamiento de pastores. 
Otra de las interpretaciones (más extendida) es que su nombre provenga de población de várdulos, originarios de Vardulia (mayoritariamente el área de la actual Guipúzcoa). Aunque esta zona era principalmente autrigona, fronteriza a Beronia, también lo fue en periodos con el límite sur de Vardulia.

## Historia
La población perteneció a la familia López de Haro.

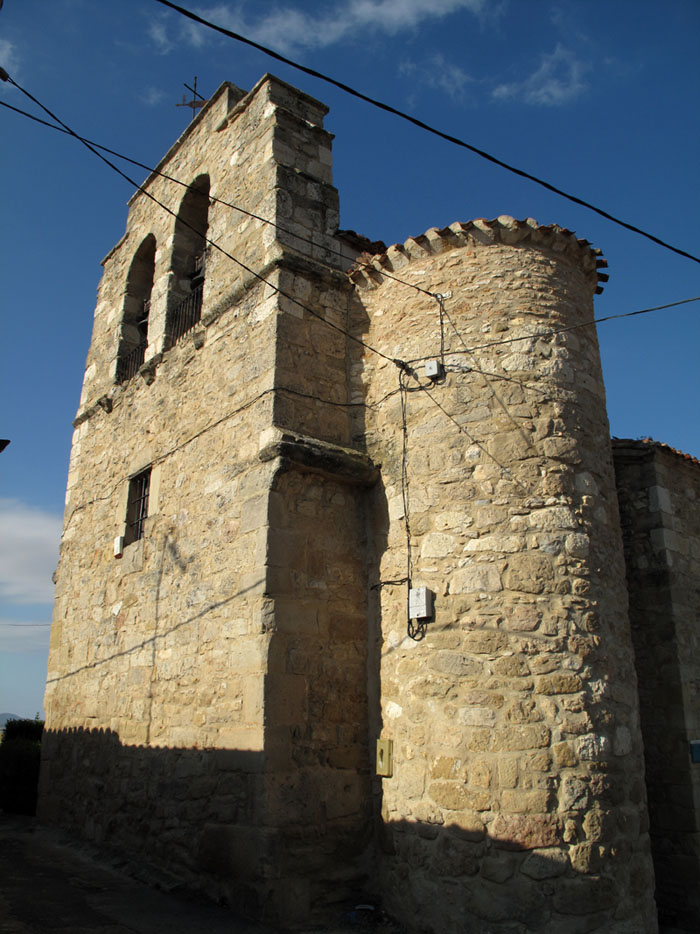
Torre y espadaña de la iglesia románica de Santa Marina de Bardauri.

Así se describe a Bardauri en el tomo IV del Diccionario geográfico-estadístico-histórico de España y sus posesiones de Ultramar, obra impulsada por Pascual Madoz a mediados del siglo XIX:

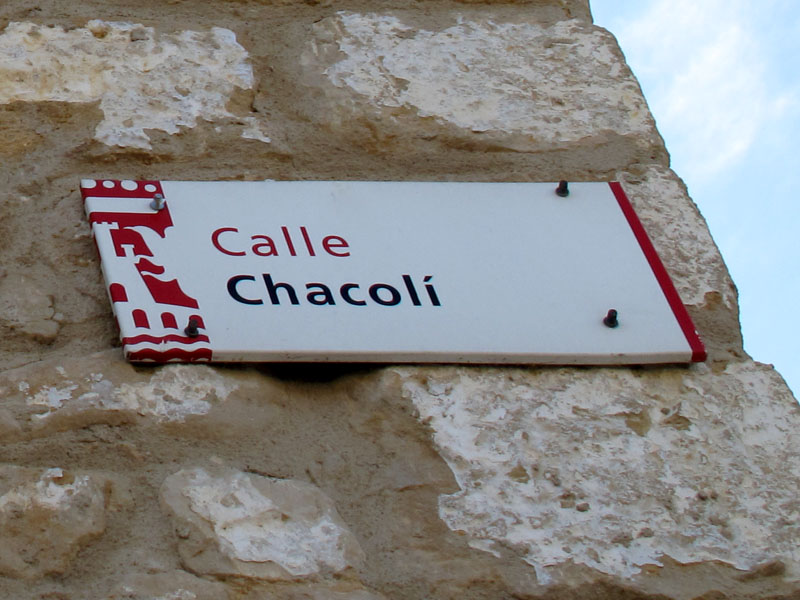
Calle en Bardauri

Aldea en la provincia, audiencia territorial y capitanía general de Burgos (15 leguas), partido judicial y ayuntamiento de Miranda de Ebro, a cuya villa pertenece (1/2), diócesis de Calahorra (18); Situada en terreno desigual a la parte N de la cabeza de partido; la combaten los vientos de dicho punto y los del O, disfrutando de clima templado y sano, pues no se conocen otras enfermedades comunes que algunos cólicos. Tiene 21 casas, y una iglesia parroquial dedicada a Santa Marina. Confina N Miranda de Ebro, E camino de San Miguel del Monte, S este mismo pueblo, y O Ircio, el que más a ¾ de legua; en él brotan algunas fuentes de muy buenas aguas que aprovechan los moradores para varios usos. El terreno es de mediana calidad, teniendo mancomunidad de montes con Miranda, donde recibe cada vecino particularmente la correspondencia. Producciones: buenas frutas, hortaliza y vino, siendo cortísima la cosecha de cereales; cría ganado lanar y cabrío; y caza de codornices, perdices y liebres. Población: 18 vecinos, 60 almas. Contribución: con el ayuntamiento.
Diccionario geográfico-estadístico-histórico de España y sus posesiones de Ultramar

.

## Monumentos

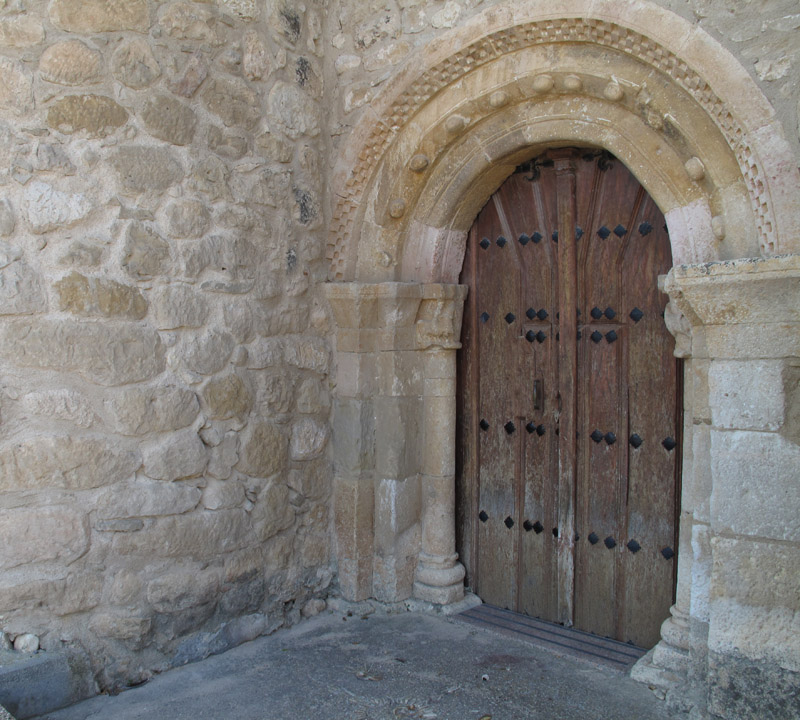
Puerta de acceso a la iglesia.

- Iglesia románica de Santa Marina (siglo XII). Su retablo mayor es de estilo manierista (del siglo XVI) y es obra de Juan de Carranza y Pedro López de Gámiz,[5] importante escultor de la época en la comarca y que tenía su taller en Miranda.Visión frontal de la espadaña de Santa MarinaPuerta de acceso a la iglesia. Posteriormente, en el siglo XVIII, fue policromado. Ha sido restaurado en la primera década del siglo XXI y constituye uno de los elementos más interesantes del templo.

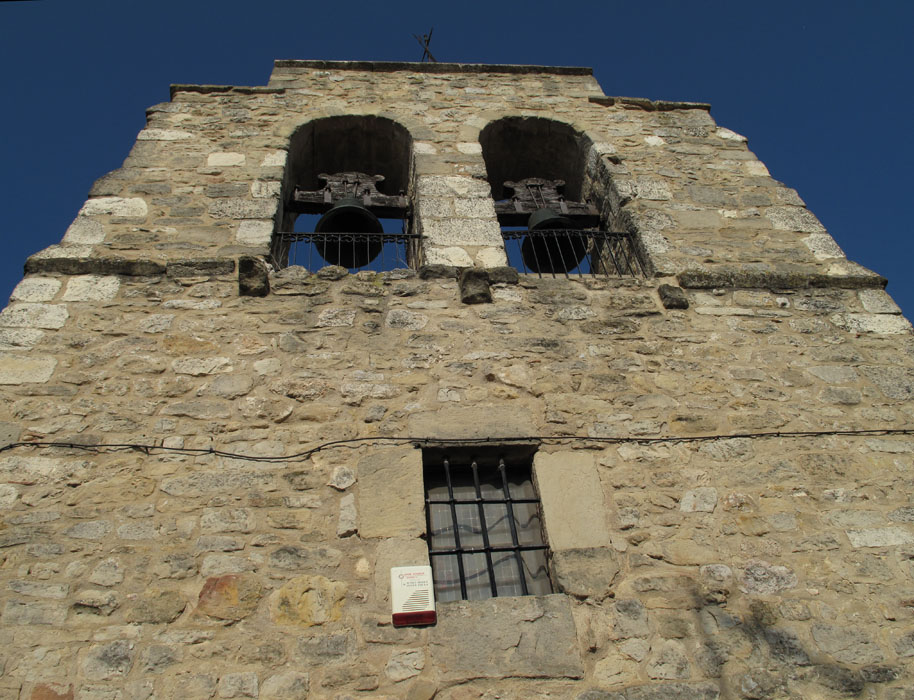
Visión frontal de la espadaña de Santa Marina

La portada del edificio, de escasas dimensiones, consiste en una puerta de medio de punto con dos arquivoltas y dos pequeñas columnas, constituyendo uno de los pocos vestigios originales del edificio.
En el exterior, en el lado derecho de su portada, la iglesia tiene un reloj de sol del tipo canónico circular, en la actualidad tan desgastado que prácticamente sólo deja ver una aproximación de cual era su ubicación original.

## Naturaleza
El entorno natural del enclave se encuentra notablemente degradado actualmente, a pesar de su privilegiada situación a pies de los Montes Obarenes y en uno de sus desfiladeros de acceso natural a La Rioja, cerca de Cellorigo. La actividad de importantes graveras a escasos metros del núcleo urbano representa una gran herida visual a sus alrededores, independientemente de la necesidad o riqueza económica que pueda representar. También es cierto que actualmente se está procediendo a la recuperación y plantado de árboles en las zonas de graveras que van dejando de ser explotadas.
Desde las colinas más altas del mismo pueblo, la vista de todo el valle de Miranda, con el discurrir del Ebro y el monte Toloño al fondo, son de verdadero interés paisajístico.
Antiguamente el entorno de Bardauri era conocido por su abundancia de nogales, árboles totalmente desaparecidos desde comienzos del siglo XX.

## Demografía
Evolución de la población
| Gráfica de evolución demográfica de Bardauri entre 2000 y 2017     |
|                                                                    |
| Población de derecho (2000-2017) según el padrón municipal del INE |